# Porte Madeleine (Château-Landon)
La porte Madeleine est une tour de fortification située à Château-Landon, en France. Elle est partiellement inscrite aux monuments historiques depuis 1926.

## Statut patrimonial et juridique
L’édifice fait l’objet d’une inscription au titre des monuments historiques depuis 1926.